# Längdskidåkning vid olympiska vinterspelen 1932
Vid olympiska vinterspelen 1932, hölls två längdskidåkningstävlingar. 18 kilometer hölls onsdagen den 10 februari 1932 och 50 kilometer hölls lördagen den 13 februari 1932. 58 längdskidåkare från 11 nationer deltog i tävlingarna.

## Resultat

### Herrar

#### 18 kilometer
| Medalj | Tävlande             | Tid     |
| Guld   | Sven Utterström      | 1.23.07 |
| Silver | Axel Wikström        | 1.25.07 |
| Brons  | Veli Saarinen        | 1.25.24 |
| 4      | Martti Lappalainen   | 1.26.31 |
| 5      | Arne Rustadstuen     | 1.27.06 |
| 6      | Johan Grøttumsbråten | 1.27.15 |
| 7      | Valmari Toikka       | 1.27.51 |
| 8      | Ole Stenen           | 1.28.05 |

Banan för 18 kilometer var egentligen 19,7 kilometer.

#### 50 kilometer
| Medalj | Tävlande          | Tid     |
| Guld   | Veli Saarinen     | 4.28.00 |
| Silver | Väinö Liikkanen   | 4.28.20 |
| Brons  | Arne Rustadstuen  | 4.31.53 |
| 4      | Ole Hegge         | 4.32.04 |
| 5      | Sigurd Vestad     | 4.32.40 |
| 6      | Sven Utterström   | 4.33.25 |
| 7      | Tauno Lappalainen | 4.45.02 |
| 8      | John Lindgren     | 4.47.42 |

## Deltagare
Åkare från Österrike och Frankrike deltog bara i 18-kilomtersloppet. 16 åkare deltog i båda tävlingarna.
Totalt deltog 58 åkare från elva länder.
- Finland (5)
- Frankrike (4)
- Italien (6)
- Japan (6)
- Kanada (7)
- Norge (6)
- Polen (4)
- Sverige (6)
- Tjeckoslovakien (4)
- USA (7)
- Österrike (3)

## Medaljligan
| Pl. | Nation  | Guld | Silver | Brons | Totalt |
| --- | ------- | ---- | ------ | ----- | ------ |
| 1   | Finland | 1    | 1      | 1     | 3      |
| 2   | Sverige | 1    | 1      | 0     | 2      |
| 3   | Norge   | 0    | 0      | 1     | 1      |